# 유럽 고속도로 962호선
유럽 고속도로 962호선(E962)은 그리스의 엘레프시나에서 테베까지 이어주는 총 연장 51km의 거리를 가진 유럽 고속도로 노선이다.

## 주요 경유지
- 그리스 : 엘레프시나 - 테베